# آگنس کین کالوم
آگنس کین کالوم (انگلیسی: Agnes Kane Callum؛ ۲۴ فوریهٔ ۱۹۲۵ – ۲۲ ژوئیهٔ ۲۰۱۵) تبارشناس و تاریخ‌نگار اهل ایالات متحده آمریکا بود.

## زندگی
کالوم سال ۱۹۲۵ در بالتیمور، ایالات متحده آمریکا زاده شد.

## حرفه
او از دانش‌آموختگان دانشگاه ایالتی مورگان، نویسنده، ویراستار مجله و از پژوهشگران فولبرایت بوده‌است.

## مرگ
وی به علت بیماری پارکینسون سال ۲۰۱۵ در بالتیمور درگذشت.